# Michael Eklund

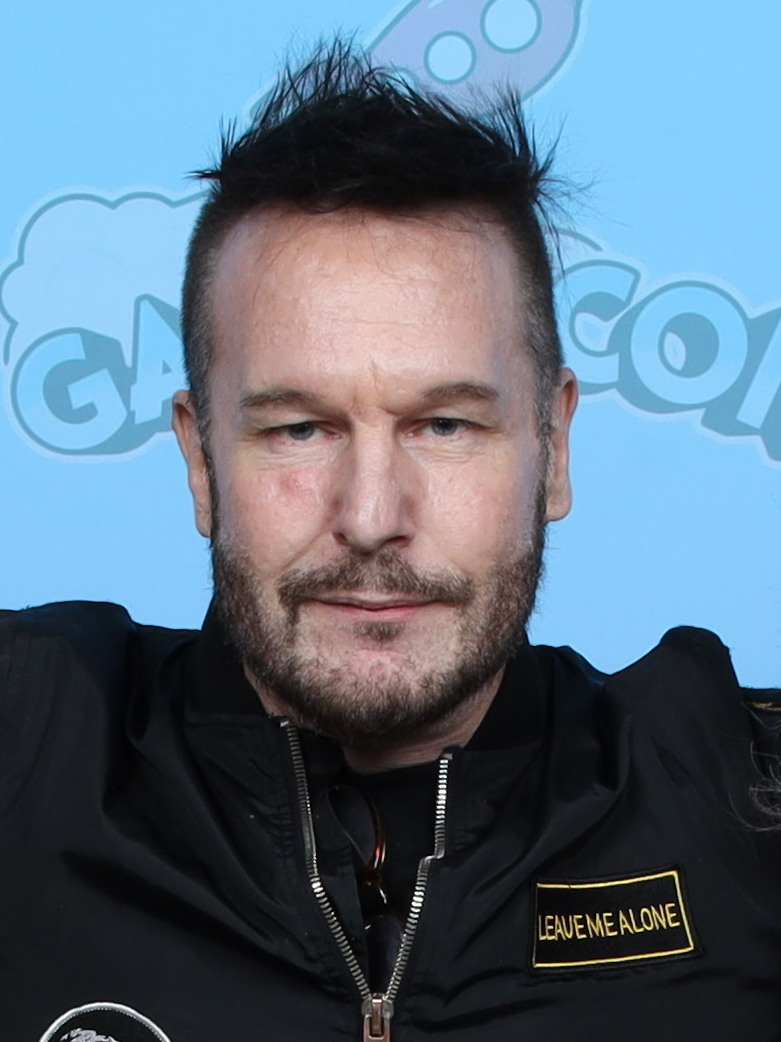
Michael Eklund, 2024

Michael Eklund (* 31. Juli 1972 in Saskatoon, Saskatchewan) ist ein kanadischer Schauspieler.

## Leben
Michael Eklund studierte Kunst am Alberta College of Art. Bereits als Fünfjährigen faszinierte ihn sein erster gesehener Film im Kino so sehr, dass er von da an Schauspieler werden wollte. Nach dem Abbruch des Kunststudiums und dem Umzug nach Vancouver spielte er ab 2000 in mehreren kanadischen und US-amerikanischen Fernseh- und Kinoproduktionen mit, darunter 88 Minuten, Das Kabinett des Dr. Parnassus und Watchmen – Die Wächter. Für den deutschen Regisseur Uwe Boll drehte er 2007 mit BloodRayne II: Deliverance, Postal, Seed und Schwerter des Königs – Dungeon Siege gleich vier Filme. Michael Eklund wird vom Red Management in Vancouver vertreten.
Der Film Errors of the Human Body des australischen Regisseurs Eron Sheean, für den Eklund im Februar und März 2011 im Max-Planck-Institut in Dresden gemeinsam mit Karoline Herfurth vor der Kamera stand, gewann auf dem Triester Festival Science+Fiction 2012 den Preis als bester Film und startete im April 2013 in den USA.
Im Jahr 2012 stand er mit Halle Berry und Abigail Breslin in der männlichen Hauptrolle des Films The Call – Leg nicht auf! vor der Kamera.

## Filmografie (Auswahl)
- 2001: Die einsamen Schützen (The Lone Gunmen, Fernsehserie, 2 Folgen)
- 2001, 2007: Smallville (Fernsehserie, 2 Folgen)
- 2002: Killerbienen! (Killer Bees!)
- 2002: Stargate – Kommando SG-1 (Fernsehserie, Folge 6x05)
- 2002: Mein Partner mit der kalten Schnauze 3 (K-9: P.I.)
- 2002: Wenn wir uns wieder sehen (We’ll Meet Again)
- 2003: Atomalarm in San Francisco (Critical Assembly)
- 2003: Battlestar Galactica (Fernsehserie, 2 Folgen)
- 2003: House of the Dead
- 2005: Painkiller Jane
- 2006: Die Geheimnisse von Whistler (Whistler, Fernsehserie, 2 Folgen)
- 2007: 88 Minuten (88 Minutes)
- 2007: BloodRayne II: Deliverance
- 2007: Flug 507 – Gefangen im Zeitloch (Termination Point)
- 2007: Postal (Postal – The Movie)
- 2007: Schwerter des Königs – Dungeon Siege (In the Name of the King: A Dungeon Siege Tale)
- 2007: Seed
- 2007: Walk All Over Me – Liebe, Latex, Lösegeld (Walk All Over Me)
- 2008: Inconceivable
- 2008: Supernatural (Fernsehserie, Folge 4x05)
- 2009: Das Kabinett des Doktor Parnassus (The Imaginarium of Doctor Parnassus)
- 2009: Watchmen – Die Wächter (Watchmen)
- 2010: Smokin’ Aces 2: Assassins’ Ball
- 2010: Fringe – Grenzfälle des FBI (Fringe, Fernsehserien, Folge 3x03)
- 2010: Hunt to Kill
- 2010: The Bridge (Fernsehserie, Folge 1x03)
- 2010: Shattered (Fernsehserie, 7 Folgen)
- 2011: The Divide – Die Hölle sind die anderen (The Divide)
- 2011: Tactical Force
- 2011: The Day – Fight. Or Die. (The Day)
- 2012: Errors of the Human Body
- 2012: Alcatraz (Fernsehserie, 2 Folgen)
- 2013: The Call – Leg nicht auf! (The Call)
- 2013: The Marine 3: Homefront
- 2013: Ferocious – Ruhm hat seinen Preis (Ferocious)
- 2014: Bates Motel (Fernsehserie, 8 Folgen)
- 2015: Gotham (Fernsehserie, Folge 1x13)
- 2015: Mr. Right
- 2015: Into the Forest
- 2015: Vendetta
- 2015: Continuum (Fernsehserie, 5 Folgen)
- 2016: Dead Draw
- 2016: The Confirmation
- 2016–2017: Dirk Gentlys holistische Detektei (Dirk Gently’s Holistic Detective Agency, Fernsehserie, 14 Folgen)
- 2016–2017: Wynonna Earp (Fernsehserie, 13 Folgen)
- 2018: Altered Carbon – Das Unsterblichkeitsprogramm (Altered Carbon, Fernsehserie, 2 Folgen)
- 2018: The Package
- 2018–2019: Van Helsing (Fernsehserie, 3 Folgen)
- 2020: Legends of Tomorrow (Fernsehserie, Folge 5x02)
- 2020: Bright Hill Road
- 2020: Welcome to Sudden Death
- 2021: Big Sky (Fernsehserie, Folge 1x10)
- 2021: Antlers
- 2022: Scented with Love (Fernsehfilm)
- 2022: Detective Knight: Rogue
- 2022: Detective Knight: Redemption
- 2023: Trap House
- 2024: Dark Match
- 2024: The Silent Hour
- 2025: Locked